# Victoria Montero
Victoria Eugenia Montero Enríquez (* 25. August 1991 in Toluca) ist eine mexikanische Badmintonspielerin. 

## Karriere
Victoria Montero nahm 2010 im Badminton an den Zentralamerika- und Karibikspielen teil. Sie gewann dabei sowohl die Damendoppelkonkurrenz mit Cynthia González als auch das Dameneinzel. Mit dem mexikanischen Damenteam gewann sie bei derselben Veranstaltung ebenfalls Gold. Im Mixed mit Andrés López reichte es dagegen nur zu Bronze.
In den Jahren zuvor hatte sie bereits die Puerto Rico International und die Mexico International gewonnen.

## Sportliche Erfolge
| Saison | Veranstaltung                        | Disziplin       | Platz | Name                                |
| ------ | ------------------------------------ | --------------- | ----- | ----------------------------------- |
| 2007   | Panamerikameisterschaft Junioren U17 | Mixed           | 1     | Lino Muñoz / Victoria Montero       |
| 2007   | Panamerikanische Spiele              | Damendoppel     | 5     | Naty Rangel / Victoria Montero      |
| 2007   | Panamerikanische Spiele              | Dameneinzel     | 5     | Victoria Montero                    |
| 2008   | Puerto Rico International            | Dameneinzel     | 1     | Victoria Montero                    |
| 2009   | Mexico International                 | Dameneinzel     | 1     | Victoria Montero                    |
| 2009   | Mexico International                 | Damendoppel     | 1     | Victoria Montero / Karyn Velez      |
| 2010   | Zentralamerika- und Karibikspiele    | Damendoppel     | 1     | Cynthia González / Victoria Montero |
| 2010   | Zentralamerika- und Karibikspiele    | Dameneinzel     | 1     | Victoria Montero                    |
| 2010   | Zentralamerika- und Karibikspiele    | Damenmannschaft | 1     | Mexiko                              |
| 2010   | Zentralamerika- und Karibikspiele    | Mixed           | 3     | Andrés López / Victoria Montero     |
| 2010   | Mexico International                 | Dameneinzel     | 1     | Victoria Montero                    |
| 2010   | Mexico International                 | Damendoppel     | 1     | Cynthia González / Victoria Montero |
| 2010   | Mexico International                 | Mixed           | 1     | Andrés López / Victoria Montero     |
| 2011   | Mexico International                 | Dameneinzel     | 1     | Victoria Montero                    |
| 2011   | Mexico International                 | Damendoppel     | 2     | Cynthia González / Victoria Montero |
| 2011   | Mexico International                 | Mixed           | 1     | Lino Muñoz / Victoria Montero       |